# Palazzo Omnisport di Radès
Il Palazzo dello sport 14 Gennaio è un'arena sportiva al coperto situata a Radès, in Tunisia. La capacità dell'arena è di 12.000 spettatori.
Ospita eventi sportivi al coperto come pallacanestro, pallavolo e pallamano, e ospita anche concerti. Ha ospitato alcune partite, tra cui la finale, del Campionato mondiale maschile di pallamano 2005, evento in occasione del quale era stato costruito.
Ha ospitato Campionato africano maschile di pallacanestro 2015 nell'agosto 2015 e successivamente anche la fase finale dell'edizione successiva.